# Termomodernizacja
Termomodernizacja – przedsięwzięcie mające na celu zmniejszenie zapotrzebowania i zużycia energii cieplnej w danym obiekcie budowlanym.

## Typy termomodernizacji

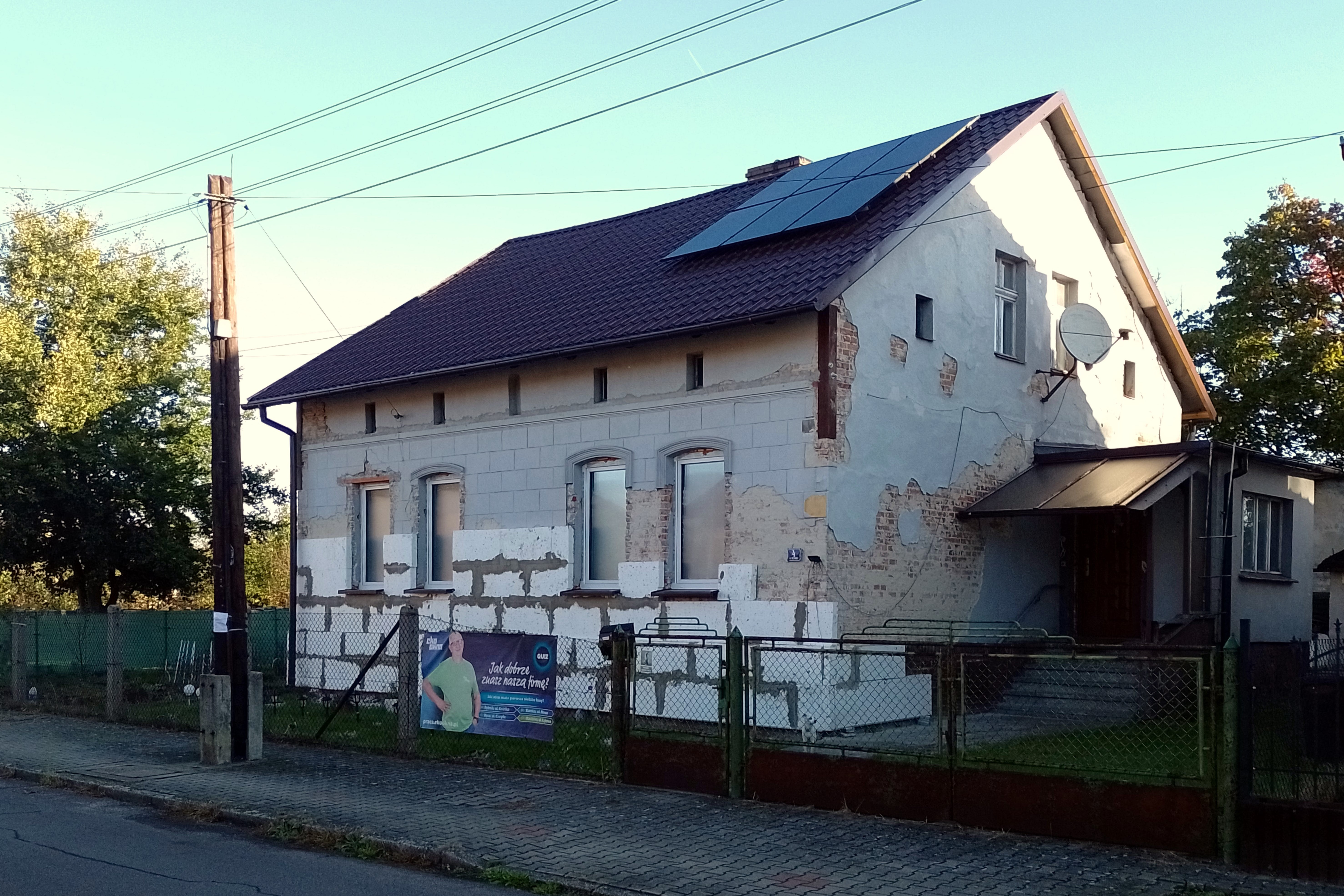
Budynek historyczny w trakcie docieplania ścian wewnętrznych styropianem z trwałą zmianą wyglądu fasady (Kuźnia Raciborska)

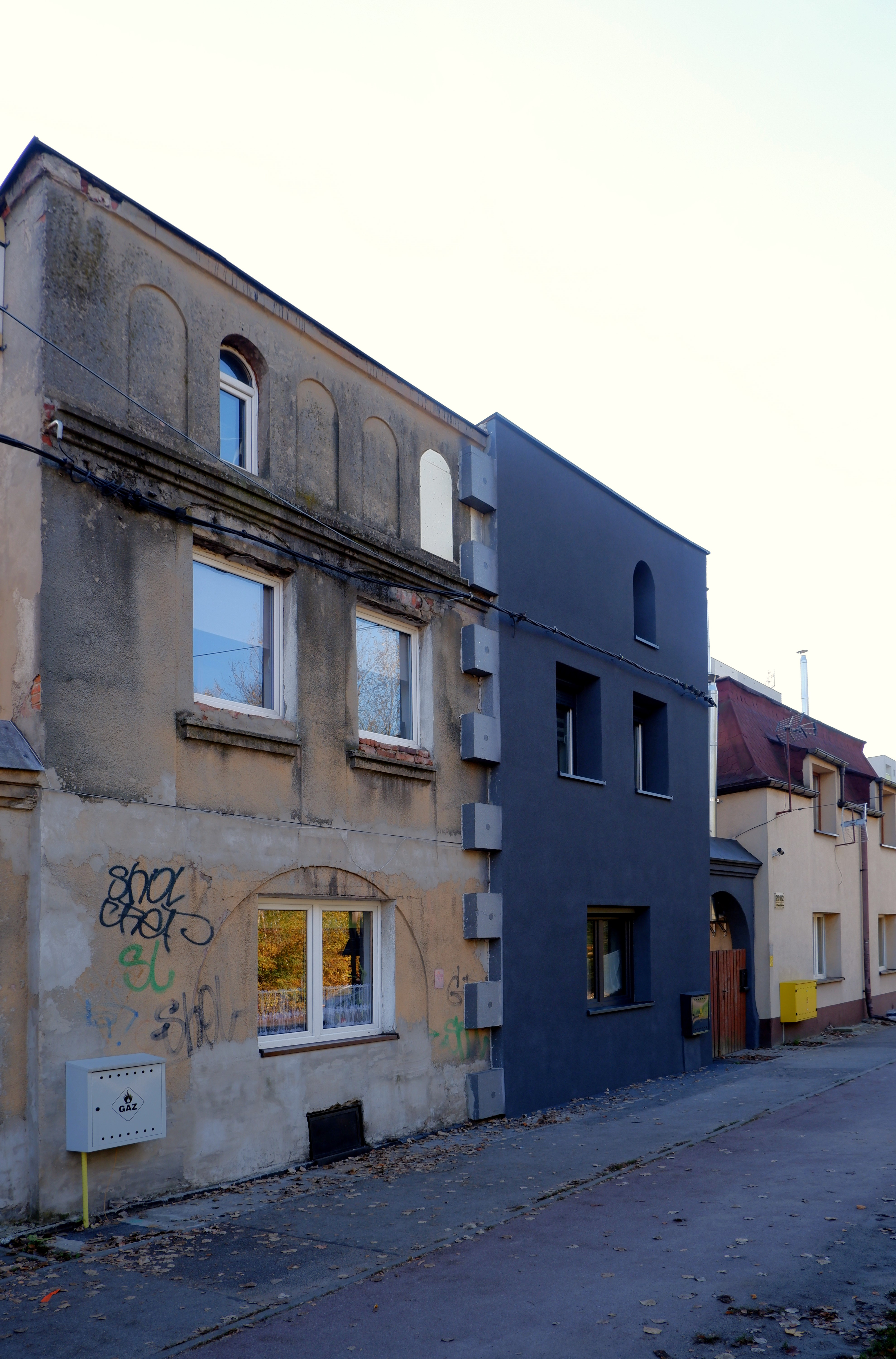
Fasada budynku bliźniaczego przed i po dociepleniu styropianem (Sosnowiec)

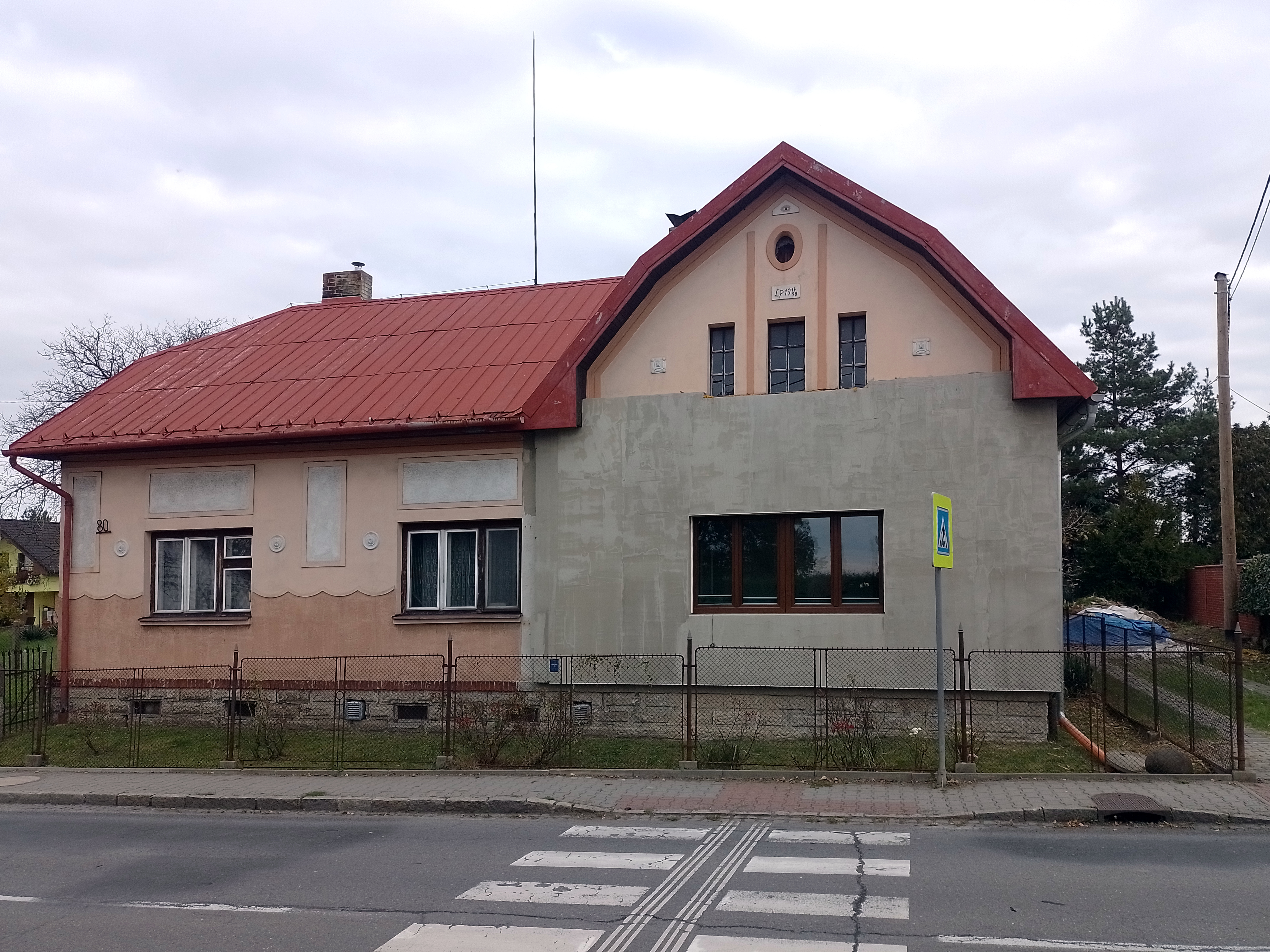
Budynek historyczny z częściowo przeprowadzonym ociepleniem (Bogumin–Zabłocie)

Termomodernizacja obejmuje zmiany zarówno w systemach ogrzewania i wentylacji, jak i strukturze budynku oraz instalacjach doprowadzających ciepłą wodę. Zakres termomodernizacji, podobnie jak jej parametry techniczne i ekonomiczne, określane są poprzez przeprowadzenie audytu energetycznego. Najczęściej przeprowadzane działania to:
- docieplanie ścian zewnętrznych i stropów
- wymiana okien
- wymiana lub modernizacja systemów grzewczych.

## Przedsięwzięcia termomodernizacyjne
W myśl ustawy z dnia 21 listopada 2008 r. o wspieraniu termomodernizacji i remontów oraz o centralnej ewidencji emisyjności budynków (Dz.U. z 2024 r. poz. 1446), do przedsięwzięć termomodernizacyjnych zalicza się:
- ulepszenie, w wyniku którego następuje zmniejszenie zapotrzebowania na energię dostarczaną na potrzeby ogrzewania i podgrzewania wody użytkowej oraz ogrzewania do budynków mieszkalnych, budynków zbiorowego zamieszkania oraz budynków stanowiących własność jednostek samorządu terytorialnego służących do wykonywania przez nie zadań publicznych
- ulepszenie, w wyniku którego następuje zmniejszenie strat energii pierwotnej w lokalnych sieciach ciepłowniczych oraz zasilających je lokalnych źródłach ciepła, jeżeli ww. budynki, do których dostarczana jest z tych sieci energia, spełniają wymagania w zakresie oszczędności energii, określone w przepisach prawa budowlanego, lub zostały podjęte działania mające na celu zmniejszenie zużycia energii dostarczanej do tych budynków
- wykonanie przyłącza technicznego do scentralizowanego źródła ciepła, w związku z likwidacją lokalnego źródła ciepła, w wyniku czego następuje zmniejszenie kosztów pozyskania ciepła dostarczanego do ww. budynków
- całkowita lub częściowa zamiana źródeł energii na źródła odnawialne, lub zastosowanie wysokosprawnej kogeneracji.

W styczniu 2019 w Polsce weszła w życie ustawa z dnia 9 listopada 2018 r. (Dz.U. z 2018 r. poz. 2246) umożliwiająca uzyskanie ulgi podatkowej na wszelkie przedsięwzięcia termomodernizacyjne opisane w ustawie (Dz.U. z 2024 r. poz. 1446). Jest to ulga podatkowa, dzięki której można obniżyć podstawę opodatkowania w rozliczeniu rocznym podatku dochodowego od osób fizycznych PIT poprzez odliczenie od niej kosztów tzw. termomodernizacji budynku. Działanie takie ma na celu popularyzację efektywnego zarządzania energią w skali kraju i zmniejszenia zanieczyszczenia powietrza.